# Andrea Barata Ribeiro
Andrea Barata Ribeiro é uma produtora de cinema brasileira. Ela é mais conhecida por produzir o filme Cidade de Deus de 2002, indicado ao Óscar.
É sócia fundadora da O2 Filmes.